# Tage Lyneborg (arkitekt)
 Der er flere personer med dette navn, se Tage Lyneborg.
Tage Lyneborg (født 18. februar 1946 i København, død 16. januar 2020) var professor ved Kunstakademiets Arkitektskole og arkitekt MAA.
Han var søn af kapelmester Tage Lyneborg og hustru Alice Kathrine Louise.
Han blev uddannet fra Kunstakademiets Arkitektskole i 1973 og vandt siden en række priser og legater, bl.a. 1. præmie i Realkredit Danmarks konkurrence om Fornyelse af typehuset, Træprisen og Eckersberg Medaljen.
Han var desuden medlem af Det Kongelige Akademi for de Skønne Kunster. 
Han blev i 1996 ridder af Dannebrogordenen.
Tage Lyneborg er stedt til hvile på Holmens Kirkegård.